# Bathyarca inaequisculpta
Bathyarca inaequisculpta är en musselart som först beskrevs av E. A. Smith 1885.  Bathyarca inaequisculpta ingår i släktet Bathyarca och familjen Arcidae. Inga underarter finns listade i Catalogue of Life.